# Roppa Furukawa
Pour les articles homonymes, voir Furukawa.
Roppa Furukawa (古川ロッパ, également 緑波, Furukawa Roppa), 3 août 1903 - 16 janvier 1961, est un comédien japonais.

## Biographie
Roppa Furukawa naît sixième fils du baron Katō Terumaro (1863–1925), ce qui en fait le petit-fils du baron Katō Hiroyuki. La coutume de la famille est de faire adopterles plus jeunes fils par la famille proche, aussi Furukawa est-il adopté par la sœur de son père et son mari, Furukawa Taketarō. Son nom est changé pour celui de Ikurō Furukawa (parfois « Ikuo »). Il commence à fréquenter l'université Waseda mais la quitte avant l'obtention de son diplôme pour devenir critique de cinéma et rédacteur de magazine. Il travaille sous le nom d'auteur « Roppa ». Très habile dans l'imitation vocale, il décide finalement de devenir humoriste professionnel et forme en 1933 le duo humoristique Warai no Tengoku (« Ciel de rires ») avec Musei Tokugawa. Il intègre la Toho en 1935 et, passant en vedette dans des revues de théâtre et des films, devient presque aussi populaire que Ken'ichi Enomoto, l'autre grand comique d'avant-guerre. Sa filmographie comprend de nombreuses comédies, des comédies musicales et une populaire série de films en vedette avec Kazuo Hasegawa. Après la guerre, sa carrière décline tandis qu'il commence à souffrir de divers maux, mais il reste populaire à la radio. Écrivain talentueux, ses journaux sont publiés avant sa mort.

## Filmographie sélective

### Comme acteur
- 1933 : Dans le monde du pouvoir et des femmes (力と女の世の中, Chikara to onna no yo no naka?) de Kenzō Masaoka (voix)
- 1933 : Ongaku kigeki: Horoyoi jinsei (音楽喜劇 ほろよひ人生?) de Sotoji Kimura
- 1934 : Tadano bonji: Jinsei benkyō (只野凡児 人生勉強?) de Sotoji Kimura
- 1937 : Harikiri Boy (ハリキリ・ボーイ, Harikiri bōi?) de Toshio Ōtani
- 1938 : Roppa no otōsan (ロッパのおとうさん?) de Torajirō Saitō
- 1939 : Roppa no Ōkubo Hikozaemon (ロッパの大久保彦左衛門?) de Torajirō Saitō
- 1939 : Roppa no komori uta (ロッパの子守唄?) de Torajirō Saitō
- 1940 : Roppa no dadakko tōchan (ロッパの駄々っ子父ちゃん?) de Torajirō Saitō
- 1941 : Le Chemin de gloire d'un homme (男の花道, Otoko no hanamichi?) de Masahiro Makino
- 1955 : Yōki na tengoku (陽気な天国?) de Roppa Furukawa

### Comme réalisateur
- 1955 : Yōki na tengoku (陽気な天国?)

## Ouvrage
- Furukawa Roppa Shōwa nikki, Tokyo, Shōbunsha, 1987-1988